# 성남 약사사 지장시왕도
성남 약사사 지장시왕도(城南 藥師寺 地藏十王圖)는 대한민국 경기도 성남시 중원구, 약사사에 있는 시왕도이다. 2018년 4월 30일 문화재 지정 예고를 거쳐, 2018년 9월 10일 경기도의 유형문화재 제333호로 지정되었다.

## 지정 사유
1880년 서울 경기지역의 대표적인 수화승인 한봉 창엽이 제작한 작품으로 서울 경기지역 지장시왕도의 형식을 계승하고 있다. 19세기 후반 서울 경기지역에서 주로 제작되어 지역 특색이 강한 불화로 화기도 잘 남아 있어 가치가 있다.

## 참고 자료
- 성남 약사사 지장시왕도 - 국가유산청 국가유산포털